# Benthomangelia abyssopacifica
Benthomangelia abyssopacifica é uma espécie de gastrópode do gênero Benthomangelia, pertencente a família Mangeliidae.